# Mikonsaari (ö i Päijänne-Tavastland, Lahtis, lat 61,28, long 25,59)
Mikonsaari är en ö i Finland.   Den ligger i kommunen Asikkala i den ekonomiska regionen  Lahtis ekonomiska region  och landskapet Päijänne-Tavastland, i den södra delen av landet, 130 km norr om huvudstaden Helsingfors.